# Peter Reinhardsen
Peter Reinhardsen, né le 21 avril 1999 à Kristiansand en Norvège, est un footballeur norvégien qui évolue au poste d'arrière droit au Sarpsborg 08 FF.

## Biographie

### En club
Né à Kristiansand en Norvège, Peter Reinhardsen est formé par le club local du IK Start mais il fait ses débuts en professionnel avec le FK Jerv, qu'il rejoint lors de l'été 2018.
Il joue son premier match en professionnel avec ce club le 5 août 2018, face au Hamarkameratene, en championnat. Il entre en jeu lors de cette rencontre perdue par son équipe par trois buts à deux.
Le 8 avril 2021, Reinhardsen fait son retour dans son club formateur, l'IK Start.
En janvier 2023, Peter Reinhardsen rejoint le Sarpsborg 08 FF. Le transfert est annoncé dès le 19 octobre 2022 et il signe un contrat de deux ans.
C'est avec ce club qu'il fait sa première apparition en Eliteserien, la première division norvégienne, face au FK Bodø/Glimt le 10 avril 2023. Il est titularisé lors de cette rencontre perdue par son équipe par deux buts à zéro.